# 9006 Voytkevych
9006 Voytkevych eller 1982 UA7 är en asteroid i huvudbältet som upptäcktes den 21 oktober 1982 av den rysk-sovjetiska astronomen Ljudmila Karatjkina vid Krims astrofysiska observatorium på Krim. Den är uppkallad efter specialisten i analytisk kemi Vanda Vojtkevitj, en vän till upptäckaren.
Asteroiden har en diameter på ungefär åtta kilometer och tillhör asteroidgruppen Eunomia.